# Els Pets
Els Pets er en katalansk rockgruppe, der startede i 1985. Gruppens forsangerer LLuis Gavaldà.
Els Pets stammer fra Taragon i Spanien og blev kendt første i Katalonien inden de bliver også kendt i hele Spanien. De synger også på katalansk som det er andet spansk sprog i Spanien. 

## album
- maqueta (1985)
- els pets (1989)
- Respira (2001)
- com anar al cel i tomar (2007)
- fragil (2010)

1. ↑  Navnet er anført på catalansk og stammer fra Wikidata hvor navnet endnu ikke findes på dansk.
2. ↑  Navnet er anført på catalansk og stammer fra Wikidata hvor navnet endnu ikke findes på dansk.
3. ↑  Navnet er anført på engelsk og stammer fra Wikidata hvor navnet endnu ikke findes på dansk.
4. ↑  Navnet er anført på catalansk og stammer fra Wikidata hvor navnet endnu ikke findes på dansk.
5. ↑  Navnet er anført på catalansk og stammer fra Wikidata hvor navnet endnu ikke findes på dansk.